# Le Mesnil-Lieubray
Le Mesnil-Lieubray is een gemeente in het Franse departement Seine-Maritime (regio Normandië) en telt 98 inwoners (2009). De plaats maakt deel uit van het arrondissement Dieppe.

## Geografie
De oppervlakte van Le Mesnil-Lieubray bedraagt 5,9 km², de bevolkingsdichtheid is dus 16,6 inwoners per km².
De onderstaande kaart toont de ligging van Le Mesnil-Lieubray met de belangrijkste infrastructuur en aangrenzende gemeenten.

## Demografie
Onderstaande figuur toont het verloop van het inwonertal (bron: INSEE-tellingen).